# Isabelle de Grobbendonck
Isabelle de Grobbendonck, née Isabelle Claire Eugénie Schetz van Grobbendonck, née à Bois-le-Duc le 13 mars 1616 et morte à Bruxelles le 15 juin 1709, est une religieuse cistercienne qui fut la 37e abbesse de l'abbaye de la Cambre, élue le 6 mars 1683.

## Héraldique
écartelé: aux I et IV d'argent au corbeau essorant de sable posé sur un monticule de 3 coupeaux de sinople; aux II et III de gueules à trois fleurs de lys d'argent
Devise : « In Labore Quies »